# 마법의 i 랜드 문고
마법의 i 랜드 문고(일본어: 魔法のiらんど文庫 마호노아이란도분코[*])는 마법의 i 랜드에 게시된 휴대폰 소설에서 특히 인기가 높은 작품을 채록, 출판하는 단행본 레이블이다. 2007년 10월 25일 창간였다. 발행은 아스키 미디어 웍스이지만 전격 문고와 직접적인 관련성은 없고 장정과 하드 커버 버전을 동시에 간행하는 판매 방식에 보이는 것과 같이, 라이트 노벨보다는 일반 문학에 가까운 위치이다.